# Bohaskaia
Bohaskaia es un género extinto de cetáceo odontoceto perteneciente a la familia Monodontidae, que vivió en el Plioceno Temprano de Virginia y Carolina del Norte, Estados Unidos. Fue nombrado y descrito originalmente por Jorge Vélez-Juarbe y Nicholas D. Pyenson en 2012 y la especie tipo es Bohaskaia monodontoides.